# 菅忠道
菅 忠道（かん ただみち、1909年4月18日-1979年11月20日）は、児童文学研究家。

## 経歴
東京生まれ。父は陸軍軍人。1927年福岡県中学修猷館、1930年第五高等学校文科乙類を経て、東京帝国大学文学部教育学科中退。学生時代から東大セツルメントなどの児童文化運動に関わり、1936年保育問題研究会に参加し、事務局長格の仕事をする。1936-42年岩波書店の雑誌『教育』の編集に参加。1937年からは教育科学研究会生活教育研究部会に所属、その傍ら同じ頃から同研究会の校外教育研究会に参加し、児童文学に取り組む立場から校外の子どもの生活や教育活動を研究した。幼児教育を研究対象とすることから、保育問題研究会と教育科学研究会の双方をつなぐ役割を果たす。戦後は日本子どもを守る会副会長、日本児童文学者協会の設立、運営に携わる。1956年『日本の児童文学』で日本児童文学者協会賞受賞。1972年、子ども会活動などの経験をもとに、少年少女組織を育てる全国センターの結成に参画、代表委員を務めた。左翼的な論陣を張った。自ら再話なども行った。長男は理学博士の菅民郎。

## 著書
- 『子供会の人形劇 やり方と脚本』前島とも絵 大雅堂 1949
- 『日本の児童文学』大月書店 1956
- 『私たちの子ども会』斉藤芳子絵 東西文明社 少年少女基本学校図書全集 1957
- 『おうさまとくつやさん とんちばなし』編 大日本図書 幼年おはなし全集 1963
- 『なくなったくびかざり なぞなぞばなし』編 大日本図書 幼年おはなし全集 1963
- 『日本ユーモア文学全集 9(民話編 2)うでじまんとんちばなし』編 久米宏一絵 ポプラ社 1968
- 『日本ユーモア文学全集 10(落語編)こども落語』編 ポプラ社 1968
- 『児童文化の現代史』大月書店 1968
- 『自伝的児童文化史 戦前・戦中期編』ほるぷ総連合ほるぷ教育開発研究所 ほるぷ叢書 1978
- 『菅忠道著作集』あゆみ出版

第1巻 (日本の児童文学)　1983
第2巻 (児童文化と児童文学)　1984
第3巻 (児童問題と教育)　1984
第4巻 (自伝的児童文化史)　1984

### 共編著
- 『現代児童文化講座』共編 双竜社 1951
- 『人形劇の導き方 製作から上演まで』松葉重庸共著 西荻書店 1951
- 『日本児童文学大系』巌谷栄二、猪野省三共編 三一書房 1955
- 『川をわたる歌声』編 新日本出版社 世界新少年少女文学選 1966
- 『現代の児童文化』深谷鋿作、横谷輝、鳥越信、石子順、古田足日共著 啓隆閣 1968
- 東京都教組少年文化分科会『青少年文化運動』編 啓隆閣 1969
- 『近代日本の児童文化』滑川道夫共編著 新評論 1972

## 参考
- 『近代日本文学大辞典』講談社、1984年